# Конвекційний перенос
Конвекційний перенос (рос. конвективный перенос, англ. convection transfer; нім. Konvektionsübertragung f) — процес розповсюдження повітряним потоком в атмосфері гірничих виробок і виробленому просторі газу, пилу та ін. домішок. Конвекційний перенос відбувається в напрямі основного руху повітря і завжди супроводжується дифузійним переносом: молекулярним при ламінарному режимі руху і молекулярним та турбулентним — при турбулентному режимі. При нормальній вентиляції гірничих підприємства дифузійний перенос забезпечує насичення повітряного потоку домішками, в той час як конвекційний перенос здійснює їх винос з виробок і виробленого простору шахт і кар'єрів. Інтенсивність конвекційного переносу визначається швидкістю повітряного потоку і концентрацією в ньому речовини, яка переноситься. Необхідна для попередження накопичення шкідливих домішок в шахтах інтенсивність конвекційного переносу забезпечується нормуванням мінімальної величини швидкості повітря у виробках (0,15-0,25 м/с).